# Guerra de sucesión eubeota
La guerra de sucesión eubeota se libró en 1256-1258 entre el príncipe de Acaya, Guillermo II de Villehardouin, y una gran coalición de otros gobernantes de toda la Grecia franca que se sentían amenazados por sus aspiraciones. La guerra se desencadenó por el intento de Guillermo de apoderarse de un tercio de la isla de Eubea, al que se resistieron los barones locales lombardos («terciers» o «triarcas») con la ayuda de la República de Venecia. El señor de Atenas y Tebas, Guido I de la Roche, también entró en guerra contra Guillermo, junto con otros barones de la Grecia Central. Su derrota en la batalla de Karydi en mayo/junio de 1258 condujo efectivamente al final de la guerra con victoria aquea, aunque el tratado de paz definitivo no se concluyó hasta 1262.

## Antecedentes
Después de la cuarta cruzada, el sur de Grecia se había dividido entre varios señoríos latinos, el más poderoso de los cuales era el Principado de Acaya, que controlaba toda la península del Peloponeso. Guillermo II de Villehardouin, que en 1246 había sucedido a su hermano mayor como príncipe, era un gobernante muy enérgico, que quería ampliar y consolidar su dominio sobre los otros Estados latinos. Guido I de la Roche, el «gran señor» de Atenas y Tebas, ya era su vasallo por su feudo de Argos y Nauplia, situado en el Peloponeso, y Guillermo también era soberano de las tres baronías lombardas (terzieri, «terceras partes») de Negroponte (el nombre medieval, tanto de la isla de Eubea como de su capital, la moderna Calcis).
En 1255, la segunda esposa de Guillermo, Carintana dalle Carceri, baronesa del tercio norte de la isla, murió, y su marido reclamó su herencia; incluso acuñó monedas que lo presentan como «triarca de Negroponte». Los otros dos triarcas, Guglielmo I da Verona y Narzotto dalle Carceri, sin embargo, rechazaron esta pretensión. Aunque eran vasallos nominales de Guillermo y, en el caso de Guglielmo, incluso estaban emparentados con él por matrimonio, eran reacios a entregar el territorio eubeota a alguien que no pertenecía a sus familias. En su lugar, cedieron la baronía de Carintana a su pariente Grapella dalle Carceri. En esto los apoyó Paolo Gradenigo, el bailío veneciano (representante) de Negroponte, la capital de Eubea. Venecia había estado presente en Negroponte desde antiguo, pues esta era un puesto comercial importante, y ejercía una influencia considerable sobre la isla y los patriarcas.

## Pelea por Negroponte
El 14 de junio de 1256, se firmó un tratado entre los triarcas y Gradenigo. A cambio de la alianza de Venecia contra Acaya, los triarcas renovaron los acuerdos anteriores, entregaron la fortaleza de Negroponte, que controlaba el puente sobre el estrecho de Euripo y extensas tierras en la isla. Se eximió a los triarcas y sus dominios de las obligaciones y del considerable tributo que pagaban a Venecia hasta entonces, pero a su vez, cedieron los derechos de aduanas a la República. Venecia también obtuvo más concesiones, tales como el derecho de regular los pesos, medidas y escalas para toda Eubea y privilegios para sus ciudadanos. Poco después, según el historiador Marino Sanudo, Guillermo pidió a Guglielmo y Narzotto presentarse ante él. Obligados por sus juramentos de lealtad feudales, acudieron y fueron encarcelados por el príncipe aqueo. Las esposas de los triarcas, acompañadas de muchos caballeros y otros parientes, pidieron una audiencia con Marco Gradenigo, el recién llegado bailio, y suplicaron su ayuda. «Movido por igual por la política y la simpatía», como afirma el historiador Guillermo Miller, Gradenigo consintió en concedérsela.
Guillermo, actuando rápidamente para alcanzar sus pretensiones, ya se había apoderado de Negroponte. Gradenigo y sus tropas atacaron y tomaron la ciudad, pero Guillermo respondió enviando a su sobrino el barón de Karitena, Godofredo de Briel, que la reconquistó y realizó incursiones devastadoras en Eubea. Venecia entonces puso sitio a la ciudad, que se prolongó durante trece meses, hasta que sus defensores capitularon a principios de 1258. La infantería de Venecia rechazó un contraataque aqueo: hizo una salida de la ciudad y derrotó a la famosa caballería aquea ante las murallas de la ciudad.

## Liga contra Acaya y la batalla de Karydi
Frente a la oposición de Venecia, Guillermo de Villehardouin buscó apoyo de su rival, Génova. Los genoveses, siempre deseosos de frustrar a sus rivales y debido a la ayuda que habían recibido de Guillermo en Rodas unos años antes, aceptaron colaborar con él. Partiendo de su base en Monemvasia, las galeras genovesas atraparon muchas galeras mercantes venecianas. Otón de Cicon, el señor de Karystos, en el sur de Eubea, que controlaba el paso estratégico del Cavo D'Oro, también se puso del lado de Guillermo. En otros lugares, sin embargo, las peticiones de ayuda de Guillermo fueron recibidas con hostilidad y desconfianza, debido a las pretensiones del señor aqueo, que se proclamaba soberano de todos los príncipes latinos del sur de Grecia. Desde el verano de 1256, Guido I de la Roche, el «gran señor» (Megaskyr) de Atenas y Tebas, y su pariente Guillermo de la Roche, se habían unido al bando veneciano, aunque ambos eran vasallos de Guillermo (Guido como señor de Argos y Nauplia y su hermano, por ser barón de Veligosti y Damala). El tratado entre Venecia y los triarcas se había firmado en la capital de Guido, Tebas, mientras que ayudaban a los venecianos en el cerco que estos mantenían de Negroponte. Tomás II d'Autremencourt, el señor de Salona y Ubertino Pallavicini, el margrave de Bodonitsa, también entraron en la coalición antiaquea, a la que se unió poco después Godofredo de Bruyères, «el mejor soldado en todo el reino de Rumania (es decir Grecia latina)», que abandonó la causa de su tío.
Guillermo de Villehardouin respondió con lo que Guillermo Miller describe como «incansable actividad»: sitió sin éxito la fortaleza veneciana de Coron, y dirigió una incursión en el Ática, donde casi fue capturado, antes de decidir emprender una invasión a gran escala de los dominios de De La Roche. Su ejército reunido en Nikli cruzó el istmo de Corinto, y en el paso del Monte Karydi, en el camino de Megara a Tebas, derrotó al ejército de la coalición. Guido de la Roche y los demás barones huyeron del campo de batalla y encontraron refugio en la ciudadela de Tebas. Guillermo los persiguió y se preparó para poner sitio a la ciudad, pero cedió después de que el arzobispo latino y muchos de sus propios nobles se declararan favorables a mostrar generosidad con los enemigos y a poner fin al conflicto. Después de lograr la promesa de Guido de la Roche de que comparecería ante el tribunal superior aqueo —la asamblea de los barones aqueos— para ser juzgado, las tropas de Guillermo se retiraron.
El tribunal superior se reunió rápidamente en Nikli. Guido de la Roche se presentó ante ella acompañado por sus propios caballeros, pero los barones reunidos decidieron que no tenían autoridad para juzgarlo, y remitieron el asunto al rey Luis IX de Francia (1226-1270). Guido viajó a Francia en 1259, pero Luis no solamente lo perdonó, sino que también le concedió el título de duque, que este legó a sus descendientes. El renegado Godofredo de Bruyères también fue llevado a juicio ante Guillermo, y fue únicamente la intercesión decidida y apasionada de los demás barones la que le permitieron salvar la vida y aseguró el perdón del vengativo príncipe. Sin embargo, se le privó de la posesión de sus dominios por el derecho inalienable de conquista, y los retuvo en adelante solo como concesión del príncipe, lo que significaba que los perdería a su muerte, a menos que tuviera descendientes directos.

## Consecuencias
La victoria de Guillermo en Karydi, junto con otra de sus fuerzas contra los venecianos obtenida cerca de Oreoi, puso fin efectivo al conflicto; el 6 de agosto de 1258, Guglielmo da Verona y Narzotto dalle Carceri consintieron en comenzar las negociaciones de paz con la mediación del dux de Venecia, ya a principios de 1259, el dux autorizó al nuevo bailio, Andrea Barozzi, a firmar un tratado con Guillermo. Pero debido a la posterior participación de Guillermo en la gran alianza epirota —aquea— siciliana contra el Imperio de Nicea, su derrota y captura en la batalla de Pelagonia y su posterior cautiverio en manos del emperador de Nicea Miguel VIII Paleólogo (1259-1261), la firma del tratado de paz definitivo se retrasó hasta la liberación de Guillermo en 1262. El tratado, firmado en la residencia del arzobispo de Tebas, esencialmente restauró el statu quo ante bellum: Guillermo reconoció a Guglielmo, Narzotto y Grapella como triarcas, y ellos a su vez le juraron lealtad. La fortaleza de Negroponte fue arrasada, pero Venecia mantuvo e incluso aumentó su barrio en la ciudad y conservó también su derecho exclusivo a imponer aranceles en Eubea, a excepción de a los triarcas, el príncipe, y sus agentes. Por lo tanto, Venecia mantuvo algunas de sus ganancias de 1256, pero en general consideró el tratado fue como un revés, en vista de los considerables gastos en los que había incurrido. Durante un cierto tiempo, Venecia se contentó con ejercer sus privilegios financieros y se abstuvo de entrometerse en la política de la isla.